# Conférence de Genève de 1905
La conférence de Genève de 1905 (en russe : Женевская конференция 1905 года) est une conférence conjointe des partis révolutionnaires de Russie qui se tient en avril 1905, à Genève en Suisse.
Elle est convoquée à l'initiative du prêtre Gueorgui Gapone dans le but de préparer, conjointement avec les partis, un soulèvement armé en Russie.

## Organisateurs de la conférence

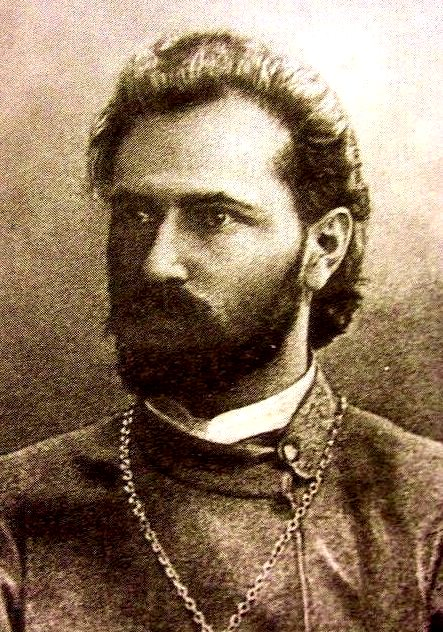
Le prêtre Gueorgui Gapone

Après les évènements du Dimanche rouge, le prêtre Gapone parvient à échapper à la police et à s'enfuir à l'étranger. En quittant son pays, il jure de venger les travailleurs tués lors de la fusillade de la pétition des travailleurs de Saint-Pétersbourg du 9 janvier 1905. Arrivé à l'étranger, Gapone entame des discussions avec les leaders des principaux partis révolutionnaires. Il rencontre à Genève Gueorgui Plekhanov, Lev Deutsch, Vladimir Lénine, Viktor Tchernov, Boris Savinkov et d'autres acteurs en vue de la révolution .
Le 7 (20) février 1905, Gapone publie une Lettre ouverte aux partis socialistes de Russie, dans laquelle il les appelle à s'unir en vue d'un soulèvement armé. Dans cette lettre il écrit : «Je suis avant tout un révolutionnaire et un homme d'action, j'appelle tous les partis socialistes de Russie à conclure immédiatement un accord entre eux et de se lancer dans un soulèvement armé contre le tsar… Maintenant tout retard et toute agitation sont un crime contre le peuple dont vous défendez les intérêts». L'appel de Gapone est accueilli par la plupart des partis révolutionnaires avec grande sympathie. Lénine y répond par un article intitulé Sur un accord militaire pour le soulèvement, dans lequel il soutient cette initiative. Au cours des négociations ultérieures, l'idée d'une conférence conjointe des partis révolutionnaires en vue d'arriver à un accord sur un plan de lutte, est avancée. En mars 1905, Gapone, par l'intermédiaire du Bureau socialiste international envoie à tous les partis socialistes russes une invitation à se réunir en une conférence commune. Le début de cette conférence est fixé au mois d'avril de l'année 1905.
Par d'autres sources, on sait que l'idée d'une conférence commune est apparue avant l'arrivée de Gapone à l'étranger. Les auteurs de cette idée étaient le révolutionnaire finlandais Konni Zilliacus (senior) (en) et le colonel japonais Akashi Motojirō, organisateurs en septembre 1904 de la Conférence des partis révolutionnaires russes de 1904 à Paris (ru) sur les partis d'opposition et révolutionnaires de Russie. La nouvelle conférence devait être une suite logique de la première de 1904 et contribuer à l'approfondissement du processus révolutionnaire. Au début de 1905, cette idée est discutée lors de la rencontre à Paris de Zilliacus, Akashi Motojiro et du socialiste révolutionnaire Nikolaï Tchaïkovski. Lorsque Gapone arrive à l'étranger il décide de s'intéresser à l'organisation de la conférence comme homme doté d'un nom de révolutionnaire réputé et en même temps à l'écart des différents partis. La personnalité du prêtre révolutionnaire devait assurer une large représentativité des partis révolutionnaires, alors que les autres participants préféraient se tenir dans l'ombre. Pour ses frais d'organisation de la conférence Gapone reçoit 50 000 roubles sur les fonds de l'état-major japonais. Sur la provenance japonaise des fonds Gapone ne savait rien parce qu'il avait reçu l'argent par un tiers .
Gapone tente également de s'introduire dans l'organisation de la conférence des libéraux de l'Union of Liberation (en), mais ce projet se heurte à l'opposition des représentants socialistes .

## Participants à la conférence

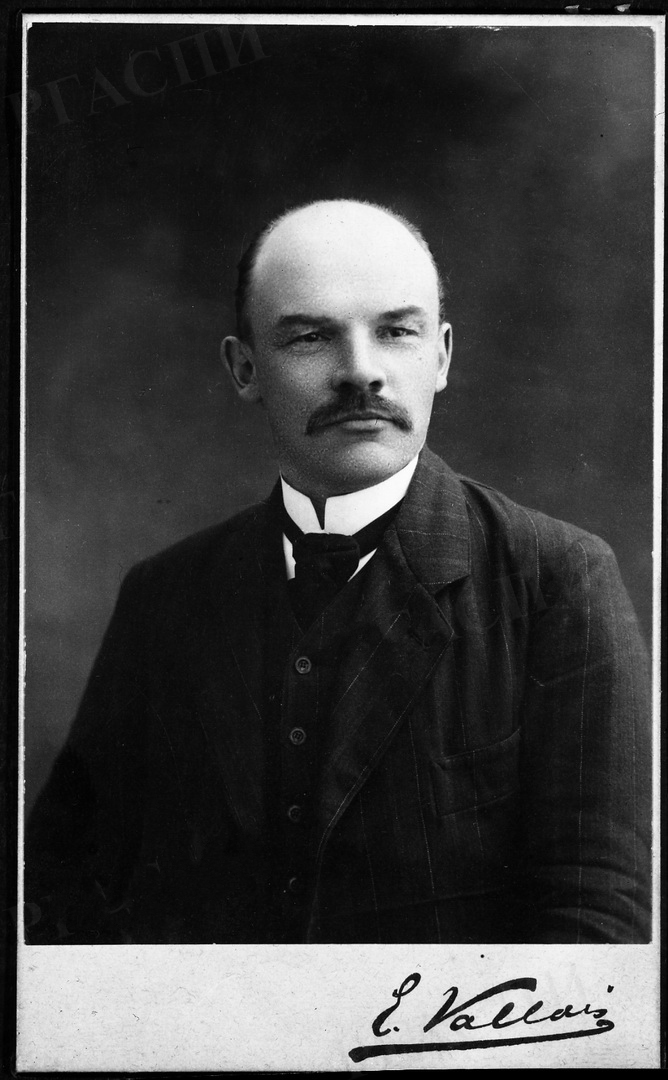
Lénine

La conférence commence à Genève le 2 avril 1905. Les représentants des mencheviks de la fraction du Parti ouvrier social-démocrate de Russie, avec à leur tête Gueorgui Plekhanov, refusent à l'avance de participer à la conférence. Plekhanov motive son refus en déclarant qu'une telle conférence devait être organisée par une personnalité plus compétente et plus expérimentées dans le domaine des affaires révolutionnaires que Gapone. En l'absence des mencheviks la conférence réunit les représentants de onze partis révolutionnaires de Russie.
Selon les informations parvenues au département de la police russe, la conférence a réuni:
- Pour le parti socialiste révolutionnaire, Viktor Tchernov et Catherine Breshkovski.
- Pour le Parti socialiste polonais — Iodko-Narkevitch, Vitold, Stanisław Wojciechowski et Slavinski.
- Pour le parti de la Fédération révolutionnaire arménienne, Rousten, Safo et Oman.
- Pour le parti socialiste-fédéraliste géorgien, Gueorgui Dekanozov.
- Pour l'alliance sociale-démocrate lettone, Rollaou .
- Pour le parti finnois d'opposition, deux délégués en plus de Zilliacus.
- Un délégué de la communauté socialiste biélorusse[5].

En plus des précités, sont venus également à cette conférence de représentants des bolcheviks avec à leur tête Lénine, l'Union générale des travailleurs juifs, les partis sociaux-démocrates arméniens et lettons. Toutefois, dès le premier jour, ces partis ont quitté la conférence en signe de protestation contre la participation de l'Union social-démocrate lettone, qui était à leur avis une organisation révolutionnaire fictive. La réticence des organisateurs de la conférence à écarter ce parti est considérée comme un signe de la domination des socialistes révolutionnaires. Dans son discours au IIIe congrès du Parti ouvrier social-démocrate de Russie, Lénine déclare que la conférence a connu une énorme prédominance des représentants des socialistes révolutionnaires.
Gapone participe à la conférence en tant que président des socialistes révolutionnaires et Shalom Anski en tant que secrétaire.

## Travaux et résultats de la conférence

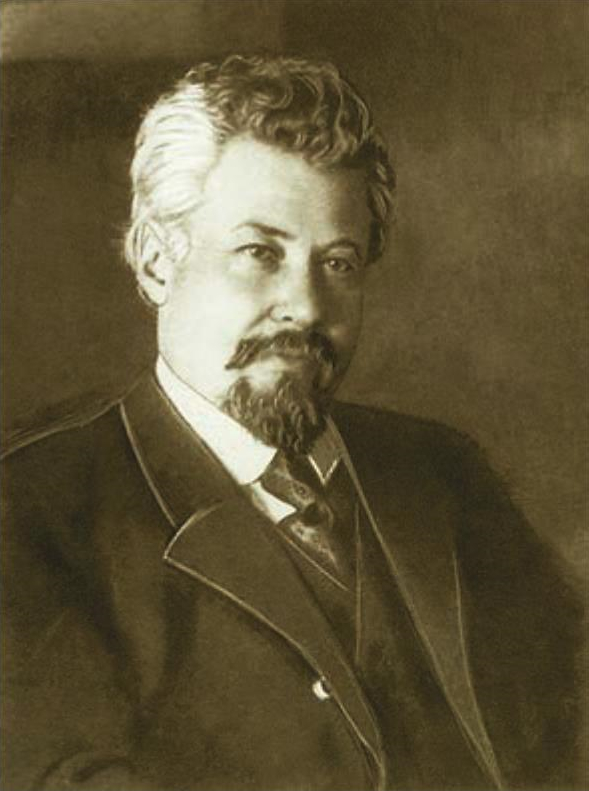
Viktor Tchernov

La conférence débat de son programme et des tactiques de luttes communes. Les détails des discussions sont restés inconnus mais il reste des informations sur certaines répliques du président Gapone.
Lors de la discussion sur le programme, des désaccords surgissent sur des questions relatives à la question polonaise,
la question juive et les problèmes agraires. Lors de la discussion sur la question de l'indépendance de la Pologne, Gapone prend la défense des intérêts de la Russie. « Tout le monde parle des droits des régions périphériques mais personne de parle des droits de la Russie, cela finira par déchirer la Russie en plusieurs parties » dit-il. Lors des discussions sur la question juive Gapone se prononce pour l'égalité des droits pour le peuple juif. « Les Juifs, — affirme-t-il sont une nation au même titre que les Polonais, les Arméniens, les Lituaniens et d'autres et ils ont droit de disposer de leur autonomie nationale ». On dit que les Juifs n'ont pas leur propre territoire. Mais on ne peut en tirer que la conclusion suivant laquelle, en Russie, il faudrait leur affecter un territoire particulier. Quand la question agricole est soulevée, Gapone se montre hostile au transfert gratuit des terres aux paysans, considérant que ce transfert de terres corromprait les paysans en leur faisant perdre le goût du travail. Les interventions de Gapone sont consignées dans le procès-verbal de la conférence en tant qu'expression de l'avis du président de celle-ci.
Après la conférence, deux déclarations communes sont élaborées dans lesquelles sont repris les objectifs communs des partis représentés. Elles contiennent un appel au soulèvement armé, à la convocation d'une assemblée constituante, pour créer en Russie une république démocratique fédérale et un pays socialiste.
Lors de la discussion sur les questions de tactiques d'importants accords sont conclus en ce qui concerne la préparation de révoltes armées. Le principal résultat pratique de la conférence est la création d'un comité de combat unique, qui doit prendre en charge tous les types de luttes armées. D'après le département de la police russe, ce comité de combat comprenait: Gueorgui Gapone, Catherine Breshkovski et l'ancien prince Dmitry  Khilkov (en). Il devait rentrer en action en avril-mai 1905. Sa mission était purement technique : rassembler l'argent, prévoir des dépôts d'armes, de munitions, des ateliers pour préparer des explosifs etc.
La signification du comité de combat de Gapone était la suivante : 1) Accroissement du pouvoir moral de la révolution (tous sont unis); 2) Facilitation des accords entre les partis en Russie ; 3) Chaque partie agit de manière indépendante, mais tout est réuni au sein du comité central, de telle manière qu'il se crée une confiance en ce comité et qu'au moment où il sortira de son inaction, tous se tourneront vers lui. Dans son appel au peuple russe Gapone écrit : « À la demande du comité de combat, la vengeance, la défense, et la liberté du peuple, se soulèvent comme un seul homme partout sur la terre de Russie ». Le début du soulèvement armé est prévu pour juin 1905.
On ne connaît pratiquement rien des accords techniques conclus lors de la conférence. Par les mémoires de Zilliacus on sait qu'il est décidé d'organiser un premier coup de force à Saint-Pétersbourg. Ce serait le premier signal des soulèvements qui suivent dans toute la Russie. Selon le rapport secret du colonel Akashi Motojirō les armes devaient être livrées en Russie par la mer. Concrètement cela correspond à l'organisation d'une livraison d'armes en août 1905 par le vapeur SS John Grafton (en).
C'est Yevno Azev qui a transmis aux services de police les informations sur les participants et les décisions de cette conférence.